# Győr-Moson-Sopron vármegyei 5. sz. országgyűlési egyéni választókerület
A Győr-Moson-Sopron vármegyei 5. számú országgyűlési egyéni választókerület egyike annak a 106 választókerületnek, amelyre a 2011. évi CCIII. törvény Magyarország területét felosztja, és amelyben a választópolgárok egy-egy országgyűlési képviselőt választhatnak. A választókerület nevének szabványos rövidítése: Győr-Moson-Sopron 05. OEVK. Székhelye: Mosonmagyaróvár

## Területe
A választókerület az alábbi településeket foglalja magába:
1. Abda
2. Ásványráró
3. Bezenye
4. Börcs
5. Cakóháza
6. Darnózseli
7. Dunakiliti
8. Dunaremete
9. Dunaszeg
10. Dunaszentpál
11. Dunasziget
12. Feketeerdő
13. Győrladamér
14. Győrújfalu
15. Győrzámoly
16. Halászi
17. Hédervár
18. Hegyeshalom
19. Jánossomorja
20. Károlyháza
21. Kimle
22. Kisbodak
23. Kunsziget
24. Lébény
25. Levél
26. Lipót
27. Máriakálnok
28. Mecsér
29. Mosonmagyaróvár
30. Mosonszentmiklós
31. Mosonszolnok
32. Mosonudvar
33. Öttevény
34. Püski
35. Rábcakapi
36. Rajka
37. Újrónafő
38. Vámosszabadi
39. Várbalog

## Országgyűlési képviselője
| Név             | Párt                                         | Párt        | Terminus | Megjegyzés                                   |
| --------------- | -------------------------------------------- | ----------- | -------- | -------------------------------------------- |
| Dr. Nagy István |                                              | Fidesz-KDNP | 2014 –   | A 2014-es országgyűlési választás eredménye: |
| Dr. Nagy István | A 2018-as országgyűlési választás eredménye: | Fidesz-KDNP | 2014 –   |                                              |
| Dr. Nagy István | A 2022-es országgyűlési választás eredménye: | Fidesz-KDNP | 2014 –   |                                              |

## Demográfiai profilja
| Iskolai végzettség                | Iskolai végzettség               | Iskolai végzettség | Iskolai végzettség | Iskolai végzettség |
| --------------------------------- | -------------------------------- | ------------------ | ------------------ | ------------------ |
|                                   |                                  |                    |                    | fő                 |
| Általános iskolát nem végezte el  | Általános iskolát nem végezte el |                    | 1019               | 1019               |
| Általános iskola                  | Általános iskola                 |                    | 13981              | 13981              |
| Szakmunkás                        | Szakmunkás                       |                    | 23748              | 23748              |
| Érettségi                         | Érettségi                        |                    | 30371              | 30371              |
| Diploma                           | Diploma                          |                    | 16146              | 16146              |
| A 2022. évi népszámlálás szerint. |                                  |                    |                    |                    |

A Győr-Moson-Sopron vármegyei 5. sz. választókerület lakónépessége 2022. október 1-jén 105 528 fő volt. A 2011-es és a 2022-es népszámlálás között 12 122 fővel csökkent a választókerület lakosság száma. A választókerületben a korösszetétel alapján a legtöbben a középkorúak élnek 39 086 fővel, míg a legkevesebben az időskorúak 17 971 fővel. A választókerület lakosságának a 86,8%-nál van internet elérési lehetőség.
A legmagasabb befejezett iskolai végzettség szerint az érettségi végzettséggel rendelkezők élnek a legtöbben 30 371 fő, utánuk a következő nagy csoport a szakmunkások 23 748 fővel.
Gazdasági aktivitás szerint a lakosság közel fele foglalkoztatott 57 000 fő, második legjelentősebb csoport az inaktív keresők, akik főleg nyugdíjasok 20 342 fővel.
A választókerület legjelentősebb nemzetiségi csoportja a szlovák 4081 fő, illetve a német 2521 fő. Magyar állampolgársággal nem rendelkező külföldi állampolgárok aránya 6,7%.
Vallási összetétel szerint a választókerületben lakók legnagyobb vallása a római katolikus (33 744 fő), valamint jelentős közösség még a reformátusok (2517 fő). A vallási közösséghez nem tartozók száma szintén jelentős (9490 fő), a választókerületben a második legnagyobb csoport a római katolikus vallás után.

## Országgyűlési választások

### 2014
A 2014-es országgyűlési választáson az alábbi jelöltek indultak:
| Jelölt neve        | Párt                      |
| ------------------ | ------------------------- |
| Hutkai Anna        | ÖP                        |
| Dr. Nagy István    | FIDESZ, KDNP              |
| Virág Mihályné     | KMSZ                      |
| Nagy Attila Zoltán | SMS                       |
| Lipovits Máté      | Jobbik                    |
| Lehóczki Attila    | MSZP, EGYÜTT, DK, PM, MLP |
| Ködmön Szabolcs    | ÚDP                       |
| Goda Bálint Zsolt  | LMP                       |
| Deák János         | JESZ                      |
| Nagy Ádám          | MUNKÁSPÁRT                |
| Ódor Ferenc        | SEM                       |
| Mácsik János       | SZOCIÁLDEMOKRATÁK         |
| Földvárszki István | ÚMP                       |

### 2018
A 2018-as országgyűlési választáson az alábbi jelöltek indultak:
- Jávor Miklós (Jobbik Magyarországért Mozgalom) -13823, 26,12%
- Nagy István (Fidesz-KDNP) -29033, 54,85%
- Nagy Péter Krisztián (Magyar Kétfarkú Kutya Párt) -912, 1,72%